# Аргобба (народ)
Аргобба — народ, проживающий на востоке Эфиопии, в исторической области Йифат, к северу от города Аддис-Абеба. Общая численность — 15 тыс. человек.

## Устройство быта
В деревнях обычно находится по меньшей мере одна мечеть, центральная площадь, рынок и школа Корана. Они, как правило, находятся на каких либо возвышенностях и холмах. Дома прямоугольной формы из дерева или камня, хижины с крышами из земли и сена. Средством к существованию являются сельское хозяйство, ткачество и торговля. В сельском хозяйстве они используют волов для вспашки земли, а также используют такой метод как террасирование для получений максимальной прибыли. Главными культурами являются сорго, кукуруза, горох, фасоль, чечевица, разводят овец и коз. В пищу употребляют бобовые, молоко, крупы, иногда мясо.

## Брак
Браки с кузенами считаются наиболее выгодными. Браки с представителями других этнических групп (экзогамии) отвергаются культурно, так как аргобба озабочены тем, чтобы сохранить свои культурные особенности. Практикуется многожёнство у наиболее богатых соплеменников. Женщины могут наследовать имущество, но это определяется исключительно по мужской линии..

## Традиционная одежда
Традиционные одежды, такие как тюрбаны, мундир и платок некоторые люди надевают, чтобы подчеркнуть свою религиозную идентичность и этническую группу, другие, чтобы выделиться.

## Верования
Народ аргобба по религии — мусульмане-сунниты. Часть населения — христиане-монофизиты. Занимаются земледелием (пашенное земледелие с искусственным орошением), скотоводством. Также хорошо развито огородничество. Культура сходна с амхарской.

## История
Аргобба считают, что они произошли от арабских иммигрантов из племени пророка Мухаммеда, которые спустились из Эфиопии и стали проповедовать ислам. Аналогичные легенды происхождения можно обнаружить во многих мусульманских общинах в странах Африканского Рога. В самом деле, есть доказательства того, что арабы в первую очередь появились на побережье, на месте современной Эритреи и оттуда расселились вдоль южного побережья и мигрировали. Каменные дома и террасные поля являются общими для Аравийского полуострова и Эфиопии, однако, постройки аргобба имеют небольшое отличие от построек соседей.